# Davisova–Monthanova letecká základna
Davisova–Monthanova letecká základna (anglicky Davis-Monthan Air Force Base; kód IATA je DMA, kód ICAO KDMA, kód FAA LID DMA) je vojenská letecká základna letectva Spojených států amerických nacházející se osm kilometrů jihovýchodně od města Tucson ve státě Arizona. Je domovskou základnou 355. stíhacího křídla (355th Fighter Wing; 355 FW), spadajícího pod 12. leteckou armádu (Twelfth Air Force) Velitelství vzdušného boje (Air Combat Command).
355 FW je vybaveno letouny Fairchild A-10 Thunderbolt II, jejichž hlavním úkolem je poskytování blízké palebné podpory (close air support; CAS) jednotkám pozemních sil; tato jednotka má k dispozici i upravenou pozorovací/útočnou verzi OA-10A. 355 FW navíc poskytuje i specializovaný výcvik začínajícím i pokročilým pilotům a členům posádek letounů A/OA-10.
Základna byla vybudována v roce 1925, tehdy pod názvem „Davis-Monthan Landing Field“. Pojmenována byla na počest místních rodáků Samuela H. Davise a Oscara Monthana, pilotů bojujících v první světové válce.